# Bazougers
Bazougers – miejscowość i gmina we Francji, w regionie Kraj Loary, w departamencie Mayenne.
Według danych na rok 1990 gminę zamieszkiwało 869 osób, a gęstość zaludnienia wynosiła 27 osób/km² (wśród 1504 gmin Kraju Loary Bazougers plasuje się na 633. miejscu pod względem liczby ludności, natomiast pod względem powierzchni na miejscu 250.).